# Heinz Hornig
Heinz Hornig (Gelsenkirchen, Alemania nazi, 28 de septiembre de 1937) es un exjugador y exentrenador de fútbol alemán. En su etapa como jugador profesional se desempeñaba como delantero.
Es fundador de la compañía Heinz Hornig KG. A principios de 1996, se convirtió en director general de la recién fundada 1. FC Köln Marketing und Vertriebs GmbH. Más recientemente, fue miembro del equipo de scouting del FC Colonia.

## Selección nacional
Fue internacional con la selección de Alemania Federal en 7 ocasiones. Formó parte de la selección subcampeona de la Copa del Mundo de 1966, pese a no haber jugado ningún partido durante el torneo.

### Participaciones en Copas del Mundo
| Mundial                        | Sede       | Resultado  | Partidos | Goles |
| ------------------------------ | ---------- | ---------- | -------- | ----- |
| Copa Mundial de Fútbol de 1966 | Inglaterra | Subcampeón | 0        | 0     |

## Clubes

### Como jugador
| Club            | País             | Año       |
| --------------- | ---------------- | --------- |
| FC Schalke 04   | Alemania Federal | 1958-1959 |
| Rot-Weiss Essen | Alemania Federal | 1959-1962 |
| FC Colonia      | Alemania Federal | 1962-1970 |
| RDC Molenbeek   | Bélgica          | 1970-1973 |

### Como entrenador
| Club               | País             | Año       |
| ------------------ | ---------------- | --------- |
| RDC Molenbeek      | Bélgica          | 1971-1973 |
| SC Fortuna Colonia | Alemania Federal | 1975-1976 |
| SC Fortuna Colonia | Alemania Federal | 1980      |

## Palmarés

### Campeonatos nacionales
| Título           | Club       | País             | Año  |
| ---------------- | ---------- | ---------------- | ---- |
| Bundesliga       | FC Colonia | Alemania Federal | 1964 |
| Copa de Alemania | FC Colonia | Alemania Federal | 1968 |

## Condecoraciones
| Distinción      | Año  |
| --------------- | ---- |
| Laurel de Plata | 1966 |